# Mundos opuestos (programa de televisión chileno)
Mundos opuestos es un reality show chileno producido y transmitido por Canal 13.
La primera edición consistió en 22 participantes (10 famosos y 12 desconocidos) que inicialmente entraron a la producción, quedando aislados en un recinto en Pirque, al suroriente de Santiago de Chile. La premisa del concurso se basó en que los participantes estuvieron divididos en dos grupos, unos viviendo "la vida del futuro" y otros "la vida del pasado". Los dos mundos presentes en la vivienda fueron separados por un muro de vidrio, permitiendo que ambos grupos puedan observar las acciones del otro; la interacción directa entre los dos grupos de participantes se da en el patio, denominado como "el presente". Los participantes de los dos grupos existentes compitieron cada semana en diversas pruebas físicas para determinar qué grupo vivirá en el pasado y cuál en el futuro, y determinar cuál será el participante eliminado de la competencia.
El ingreso de los participantes al concurso fue el día domingo 8 de enero de 2012 y el programa se estrenó una semana después, el 15 de enero. El poco anunciado debut de Mundos opuestos tuvo una sintonía de 29 puntos promedio, por lo que el programa se convirtió en el reality show con mejor estreno en siete años y el tercero en los nueve años del formato en el país (tras La granja VIP y Granjeras).
Desde su estreno y hasta el término de su primera temporada, Mundos opuestos logró obtener altísima sintonía. En las primeras semanas de transmisión, ha logró 32,8 puntos de índice de audiencia en su episodio más visto y 21,2 en el menos visto, ambos en enero; y luego de la transmisión del Festival de Viña del Mar (la segunda quincena de febrero), no bajó de los 25 puntos promedio durante más de un mes de transmisión y a lo largo de más de veinte episodios. Por esto mismo, fue considerado por distintos medios de comunicación como uno de los programas más vistos de la televisión chilena en los últimos años (superando incluso al famoso reality de TVN Pelotón en varias de sus temporadas, todos datos confirmados por el people meter). 
La inversión inicial de la producción fue de 6 millones de dólares, la cual fue recuperada a los dos meses de estrenado el programa. Teniendo un costo de entre 40 y 50 millones de pesos chilenos, cada capítulo recaudó entre 140 y 150 millones de pesos.
El formato de Mundos opuestos fue exhibido por Canal 13 en la feria televisiva MipTV, realizada en Cannes, Francia, en abril de 2012. Allí fue vendido al conglomerado mexicano TV Azteca y a canales de otros siete países, entre ellos, Colombia, Brasil y Portugal, para que produzcan versiones locales del programa.
La segunda versión chilena, titulada Mundos opuestos 2 se estrenó el 13 de enero de 2013. En dicha oportunidad, 24 participantes (12 famosos y 12 desconocidos) inicialmente entraron a la producción, quedando aislados nuevamente en un recinto en Pirque. La premisa del concurso consistía en que los participantes estaban divididos en dos grupos, unos viviendo "la vida del paraíso" y otros "la vida del infierno". Los dos mundos presentes en la vivienda fueron separados por un muro de vidrio, permitiendo que ambos grupos puedan observar las acciones del otro. Por su parte, la interacción directa entre los dos grupos de participantes se dio en el patio, denominado como "mundo terrenal". El programa finalizó el 27 de junio de 2013, sin obtener el éxito de su antecesor.
En 2025, y tras más de una década de su última temporada, Canal 13 anunció la realización de una nueva edición del reality. La tercera temporada volverá a retomar la premisa original del "pasado" y el "futuro", y contará con la conducción de Karla Constant y Sergio Lagos, quienes ya habían estado al frente del programa en su ciclo original. En esta nueva versión participarán inicialmente 20 concursantes, de los cuales 12 serán figuras conocidas y 8 serán personas anónimas.

## Equipo del programa
- Presentadores: Sergio Lagos y Karla Constant lideran las competencias por equipos, los consejos de eliminación y los duelos de eliminación.
- Anfitriones:

Temporada 2
- - Mariana Derderián, actriz y cantante, es la encargada de acompañar a los ganadores de la competencia por equipos en el mundo del paraíso y realizar actividades de entretenimiento (Protectora del paraíso).
  - Fernando Kliche, actor uruguayo, es el encargado de castigar a los participantes del mundo del infierno (Abogado del diablo).
  - Sebastián Keitel, exatleta velocista chileno, es el encargado de entrenar a los participantes del mundo del infierno para mejorar sus destrezas y lograr ganar la siguiente competición (Guardián del infierno).
  - Daniela Castillo, cantante, encargada de realizar actividades de entretenimiento cantando con los ganadores de la competencia por equipos en el mundo del paraíso (Musa del paraíso).

Temporada 1
- - Sebastián Keitel, exatleta velocista chileno, es el encargado de entrenar a los participantes del mundo del pasado para mejorar sus destrezas y lograr ganar la siguiente competición.
  - Javiera Acevedo, modelo, actriz y comediante chilena, es la encargada de acompañar a los ganadores de la competencia por equipos en el mundo del futuro y realizar actividades de entretenimiento.

## Ediciones
| Temporada | Año  | Ambientación                       | Conductores                 | Días | N° | Ganadores                      | Subcampeones                 | Semifinalistas                                                      | Rating |
| --------- | ---- | ---------------------------------- | --------------------------- | ---- | -- | ------------------------------ | ---------------------------- | ------------------------------------------------------------------- | ------ |
| 1         | 2012 | Pasado, presente y futuro          | Karla Constant Sergio Lagos | 165  | 29 | Sebastián Roca Viviana Flores  | David Dubó Stephanie Cuevas  | Andrés Longton Angélica Sepúlveda Dominique Gallego José Luis Bibbó | 26.2   |
| 2         | 2013 | Paraíso, mundo terrenal e infierno | Karla Constant Sergio Lagos | 165  | 38 | Artur Logunov Stephanie Cuevas | Andrés Longton Rocío Marengo | Arturo Longton Katherina Contreras Melina Figueroa Rubén Hilcker    | 12.4   |
| 3         | 2025 | Pasado, presente y futuro          | Karla Constant Sergio Lagos |      |    |                                |                              |                                                                     |        |

## Mundos opuestos (2012)
- 15 de enero de 2012 a 27 de junio de 2012.

La primera temporada de Mundos opuestos se estrenó el 15 de enero de 2012 por Canal 13. El programa fue conducido por Sergio Lagos y Karla Constant. La temporada reunió a 22 participantes, entre famosos y desconocidos, quienes convivieron en una casa dividida en dos sectores: el pasado y el futuro. El formato contrastaba estilos de vida opuestos, con desafíos físicos que determinaban la permanencia de los concursantes. El programa se convirtió en un fenómeno de audiencia en Chile. Los ganadores fueron Sebastián Roca y Viviana Flores.
El eslogan de esta edición fue "En qué lado estás depende de cómo lo hagas".

### Participantes
| Participante                                                              | Edad | Equipo        | Resultado final                            | Resultado anterior                   | Estadía  |
| ------------------------------------------------------------------------- | ---- | ------------- | ------------------------------------------ | ------------------------------------ | -------- |
| Sebastián Roca Egresado de administración en ecoturismo.                  | 30   | Finalista     | Hombre Ganador de Mundos Opuestos          |                                      | 165 días |
| Viviana Flores Estudiante, imitadora de Justin Bieber.                    | 20   | Finalista     | Mujer Ganadora de Mundos Opuestos          | 165 días                             |          |
| David Dubó Karateca.                                                      | 26   | Finalista     | 2.º Lugar Hombres de Mundos Opuestos       | 165 días                             |          |
| Stephanie Cuevas Vendedora ambulante.                                     | 19   | Finalista     | 2.º Lugar Mujeres de Mundos Opuestos       | 165 días                             |          |
| Andrés Longton Abogado, hermano de Arturo Longton.                        | 29   | Semifinalista | Semifinalista Eliminado de Mundos Opuestos | 165 días                             |          |
| José Luis Bibbó Modelo y estudiante de educación física.                  | 27   | Semifinalista | Semifinalista Eliminado de Mundos Opuestos | 165 días                             |          |
| Angélica Sepúlveda Profesora de lenguaje.                                 | 30   | Semifinalista | Semifinalista Eliminada de Mundos Opuestos | 112 días                             |          |
| Dominique Gallego Modelo y promotora.                                     | 22   | Semifinalista | Semifinalista Eliminada de Mundos Opuestos | 165 días                             |          |
| Agustín Pastorino Modelo.                                                 | 30   | Individuales  | 19.º eliminado En duelo de habilidad       | 104 días                             |          |
| Mariana Marino Modelo.                                                    | 31   | Individuales  | 18.ª eliminada En duelo de equilibrio      | 158 días                             |          |
| Thiago Cunha Bailarín, exintegrante del grupo de axé Porto Seguro.        | 30   | Individuales  | 17.º eliminado En duelo de habilidad       | 133 días                             |          |
| Yamna Lobos Bailarina y presentadora de televisión.                       | 29   | Individuales  | 16.ª eliminada En duelo de destreza        | 9.ª eliminada En duelo de equilibrio | 61 días  |
| Juan Lacassie Skater.                                                     | 23   | Eternia       | Abandona Por lesión                        |                                      | 119 días |
| Paz Gómez Estudiante, ex chica Calle 7.                                   | 23   | Eternia       | 15.ª eliminada En duelo de destreza        | 54 días                              |          |
| Nelson Tapia Exfutbolista y arquero de la selección chilena de fútbol.    | 45   | Chronos       | 14.° eliminado En duelo de destreza        | 47 días                              |          |
| Wilma González Modelo, Miss Playboy España 2007.                          | 27   | Eternia       | 13.ª eliminada En duelo de habilidad       | 98 días                              |          |
| Francisco Rojas Exfutbolista.                                             | 37   | Chronos       | 12.º eliminado En duelo de habilidad       | 8.º eliminado En duelo de destreza   | 19 días  |
| Camila Nash Estudiante de gestión en turismo y cultura.                   | 25   | Chronos       | 11.ª eliminada En duelo de equilibrio      | 5.ª eliminada En duelo de habilidad  | 67 días  |
| Mario Moreno Taxista, barrista oficial de la selección chilena de fútbol. | 34   | Eternia       | 10.º eliminado En duelo de equilibrio      | 4.º eliminado En duelo de destreza   | 70 días  |
| Romina Reyes Estilista, practicante de artes marciales.                   | 27   | Eternidad     | 7.ª eliminada En duelo de habilidad        |                                      | 47 días  |
| Michelle Carvalho Modelo de alta costura.                                 | 18   | Eternidad     | Abandona Por motivos personales            | 21 días                              |          |
| Marcelo Marocchino Modelo de alta costura, sobrino de Luciano Marocchino. | 23   | Eternidad     | 6.º eliminado En duelo de resistencia      | 40 días                              |          |
| Nicole Moreno Modelo y bailarina.                                         | 24   | Infinito      | Abandona Por motivos personales            | 40 días                              |          |
| Francisco Huaiquipán Futbolista retirado.                                 | 33   | Eternidad     | Abandona Por lesión                        | 38 días                              |          |
| Tony Kamo Psicólogo y mentalista.                                         | 46   | Eternidad     | Abandona Por lesión                        | 26 días                              |          |
| Ivana Simunovic Estudiante de ingeniería comercial.                       | 19   | Eternidad     | Abandona Por motivos personales            | 22 días                              |          |
| Fernando Poblete (†) Asistente educacional.                               | 31   | Infinito      | 3.er eliminado En duelo de destreza        | 19 días                              |          |
| Daniela Muñoz Futbolista, ex-seleccionada chilena de fútbol femenino.     | 20   | Eternidad     | 2.ª eliminada En duelo de habilidad        | 12 días                              |          |
| Tamara Sepúlveda Promotora.                                               | 22   | Infinito      | 1.ª eliminada En duelo de equilibrio       | 5 días                               |          |

- Semanas 1 - 8:

     Participante del equipo Infinito.
     Participante del equipo Eternidad.
- Semana 9 - 17:

     Participante del equipo Chronos.
     Participante del equipo Eternia.
- Semana 18 - 24:

     Participante en competencia individual.
- Final:
  - Participantes Semifinalistas.

     Dominique - José Luis. 
     Viviana - Sebastián. 
     Stephanie - Andrés. 
     Angélica - David. 
1. 1 2 3 4  Nelson, Paz, Agustín y Angélica ingresan el día 58, como nuevos participantes.
2. ↑  Yamna ingresa el día 44, en reemplazo de Nicole.
3. ↑  Yamna ingresa el día 84, por repechaje.
4. ↑  Francisco Rojas ingresa el día 44, en reemplazo de Francisco Huaiquipán.
5. ↑  Francisco Rojas ingresa el día 84, por repechaje.
6. ↑  Después de haber sido eliminada el día 35, Camila reingresa el día 45, en reemplazo de Michelle.
7. 1 2  Mario es eliminado, pero conjuntamente Tony abandona la competencia por una lesión en su pierna derecha, cediendo su puesto al recién eliminado. Tanto la producción del programa como los capitanes de ambos equipos aceptaron la propuesta, reintegrando a Mario.
8. ↑  Michelle ingresa el día 24, en reemplazo de Ivana.

### Resultados

#### Competencia por equipos
| Semana | Equipo ganador | Equipo perdedor | Nominado pasado            | Nominado futuro            | Nominado extra             | Tipo de duelo              | Eliminado                  |
| ------ | -------------- | --------------- | -------------------------- | -------------------------- | -------------------------- | -------------------------- | -------------------------- |
| 1      | Eternidad      | Infinito        | Tamara                     | Stephanie                  | Romina                     | Equilibrio                 | Tamara                     |
| 2      | Infinito       | Eternidad       | Daniela                    | Romina                     | Stephanie                  | Habilidad                  | Daniela                    |
| 3      | Infinito       | Eternidad       | Sebastián                  | Tony                       | Fernando                   | Destreza                   | Fernando                   |
| 4      | Eternidad      | Infinito        | David                      | Andrés                     | Mario                      | Destreza                   | Mario                      |
| 5      | Eternidad      | Infinito        | Stephanie                  | Wilma                      | Camila                     | Habilidad                  | Camila                     |
| 6      | Eternidad      | Infinito        | David                      | Juan                       | Marcelo                    | Agilidad                   | Marcelo                    |
| 7      | Eternidad      | Infinito        | Yamna                      | Stephanie                  | Romina                     | Habilidad                  | Romina                     |
| 8      | Infinito       | Eternidad       | Mario                      | Thiago                     | Murci                      | Destreza                   | Murci                      |
| 9      | Eternia        | Chronos         | Dominique                  | Yamna                      | Wilma                      | Equilibrio                 | Yamna                      |
| 10     | Eternia        | Chronos         | Nelson                     | José Luis                  | Mario                      | Equilibrio                 | Mario                      |
| 11     | Eternia        | Chronos         | Angélica                   | Camila                     | Paz                        | Equilibrio                 | Camila                     |
| 12     | Eternia        | Chronos         | Sin proceso de eliminación | Sin proceso de eliminación | Sin proceso de eliminación | Sin proceso de eliminación | Sin proceso de eliminación |
| 13     | Eternia        | Chronos         | Murci                      | Nelson                     | David                      | Habilidad                  | Murci                      |
| 14     | Chronos        | Eternia         | Paz                        | Viviana                    | Wilma                      | Habilidad                  | Wilma                      |
| 15     | Eternia        | Chronos         | Nelson                     | Andrés                     | Thiago                     | Destreza                   | Nelson                     |
| 16     | Eternia        | Chronos         | Angélica                   | Yamna                      | Paz                        | Destreza                   | Paz                        |
| 17     | Eternia        | Chronos         | Andrés                     | No nominan                 | Thiago                     | Sin duelo                  | Juan                       |

#### Competencia Individual
| Semana  | Ganador   | Ganadora | Perdedor  | Perdedora | Nominado perdedor          | Nominado consejo           | Nominado extra             | Tipo de duelo              | Eliminado                  |
| ------- | --------- | -------- | --------- | --------- | -------------------------- | -------------------------- | -------------------------- | -------------------------- | -------------------------- |
| 18      | Andrés    | Viviana  | José Luis | Angélica  | Angélica                   | Viviana                    | Yamna                      | Destreza                   | Yamna                      |
| 19      | David     | Viviana  | Agustín   | Angélica  | Agustín                    | David                      | Thiago                     | Habilidad                  | Thiago                     |
| 20      | Agustín   | Viviana  | Andrés    | Mariana   | Sin proceso de eliminación | Sin proceso de eliminación | Sin proceso de eliminación | Sin proceso de eliminación | Sin proceso de eliminación |
| 21 - 23 | David     | Viviana  | Agustín   | Mariana   | Mariana                    | Sin nominado               | Angélica                   | Equilibrio                 | Mariana                    |
| 22 - 23 | José Luis |          | David     |           | David                      | Sin nominado               | Agustín                    | Habilidad                  | Agustín                    |

     El participante gana la prueba de salvación, por ende se salva y no enfrenta el duelo de eliminación.

#### Gran final
Antes de la final, el lunes 14 de mayo de 2012 se anunció a los finalistas que pasan directo a la final por votos telefónicos, entre los votos que fueron recibidos entre el 12 de marzo de 2012, hasta el día anteriormente mencionado (14 de mayo), hubo 3 hombres y 3 mujeres, de los cuales salieron 1 de cada género, ganándose además de la inmunidad hasta la final, un premio consistente en pasajes dobles a Shanghái, China. Los resultados fueron los siguientes: 
| Resultados         | Resultados | Resultados | Resultados          | Resultados |
| ------------------ | ---------- | ---------- | ------------------- | ---------- |
| Participante Mujer | Porcentaje |            | Participante Hombre | Porcentaje |
| Dominique Gallego  | 20,17%     |            | Sebastián Roca      | 13,99%     |
| Stephanie Cuevas   | 14,96%     |            | José Luis Bibbó     | 7,42%      |
| Angélica Sepúlveda | -          |            | Andrés Longton      | -          |

La Gran Final se transmitió en directo desde el centro cultural Chimkowe, en Peñalolén, el 27 de junio de 2012, obteniendo los ganadores $25.000.000 cada uno.
| Parejas                 | Semifinalistas     | Tipo de Competencia                         | Finalistas       | Tipo de Duelo                       | Ganadores      |
| ----------------------- | ------------------ | ------------------------------------------- | ---------------- | ----------------------------------- | -------------- |
| Pareja Mujeres Número 1 | Dominique Gallego  | Destreza, resistencia, equilibrio y fuerza. |                  | Destreza y resistencia.             |                |
| Pareja Mujeres Número 1 | Stephanie Cuevas   | Destreza, resistencia, equilibrio y fuerza. | Stephanie Cuevas | Destreza y resistencia.             |                |
| Pareja Mujeres Número 2 | Angélica Sepúlveda | Destreza, resistencia, equilibrio y fuerza. |                  | Destreza y resistencia.             |                |
| Pareja Mujeres Número 2 | Viviana Flores     | Destreza, resistencia, equilibrio y fuerza. | Viviana Flores   | Destreza y resistencia.             | Viviana Flores |
| Pareja Hombres Número 2 | David Dubó         | Destreza y resistencia.                     | David Dubó       | Destreza, resistencia y equilibrio. |                |
| Pareja Hombres Número 2 | José Luis Bibbó    | Destreza y resistencia.                     |                  | Destreza, resistencia y equilibrio. |                |
| Pareja Hombres Número 1 | Sebastián Roca     | Destreza y resistencia.                     | Sebastián Roca   | Destreza, resistencia y equilibrio. | Sebastián Roca |
| Pareja Hombres Número 1 | Andrés Longton     | Destreza y resistencia.                     |                  | Destreza, resistencia y equilibrio. |                |

## Mundos opuestos 2 (2013)
- 13 de enero de 2013 a 27 de junio de 2013.

La segunda temporada, titulada Mundos Opuestos 2, se emitió entre el 13 de enero y el 27 de junio de 2013, también por Canal 13. A diferencia de la primera edición, esta temporada presentó como temática central la convivencia entre el paraíso y el infierno, dos espacios contrastantes dentro de la misma casa-estudio. Nuevamente conducido por Sergio Lagos y Karla Constant, el programa integró nuevos desafíos, reglas y participantes, incluyendo varias figuras del espectáculo nacional. Los ganadores fueron Artur Logunov y Stephanie Cuevas.
El eslogan de esta edición fue "El paraíso y el infierno nunca estuvieron tan cerca".

### Participantes
| Participante                                                             | Edad | Equipo        | Situación actual                             | Resultado anterior               | Estadía  |
| ------------------------------------------------------------------------ | ---- | ------------- | -------------------------------------------- | -------------------------------- | -------- |
| Artur Logunov Actor.                                                     | 23   | Finalista     | Hombre Ganador de Mundos Opuestos 2          |                                  | 165 días |
| Stephanie Cuevas Ex Yingo.                                               | 20   | Finalista     | Mujer Ganadora de Mundos Opuestos 2          | 128 días                         |          |
| Andrés Longton Abogado.                                                  | 31   | Finalista     | 2.º Lugar Hombres de Mundos Opuestos 2       | 128 días                         |          |
| Rocío Marengo Modelo y actriz.                                           | 33   | Finalista     | 2.º Lugar Mujeres de Mundos Opuestos 2       | 138 días                         |          |
| Rubén Hilcker Estudiante de administración de empresas.                  | 21   | Semifinalista | Semifinalista Eliminado de Mundos Opuestos 2 | 165 días                         |          |
| Arturo Longton Empresario.                                               | 34   | Semifinalista | Semifinalista Eliminado de Mundos Opuestos 2 | 128 días                         |          |
| Melina Figueroa Productora de imagen, modelo y actriz.                   | 22   | Semifinalista | Semifinalista Eliminada de Mundos Opuestos 2 | 165 días                         |          |
| Katherina Contreras Bailarina. Ex Calle 7.                               | 23   | Semifinalista | Semifinalista Eliminada de Mundos Opuestos 2 | 165 días                         |          |
| Richard Rubin Animador de televisión.                                    | 30   | Individuales  | 23.º eliminado En duelo de resistencia       | 163 días                         |          |
| Michelle Carvalho Modelo de alta costura.                                | 19   | Individuales  | 22.ª eliminada En duelo de resistencia       | 90 días                          |          |
| Juan Pablo Úbeda Exfutbolista.                                           | 32   | Individuales  | 21.º eliminado En duelo de equilibrio        | 156 días                         |          |
| Simone Mardones Notera y actriz.                                         | 21   | Individuales  | 20.ª eliminada En duelo de habilidad         | 151 días                         |          |
| Sebastián Ramírez Relacionador público.                                  | 26   | Individuales  | 19.° eliminado En duelo de fuerza            | 99 días                          |          |
| Mariela Montero Modelo y cantante.                                       | 32   | Individuales  | 18.ª eliminada En duelo de resistencia       | 9.ª eliminada En duelo de fuerza | 70 días  |
| Mario Ortega Estudiante de ingeniería en ejecución en electrónica.       | 25   | Individuales  | 17.º eliminado En duelo de agilidad          |                                  | 56 días  |
| Pilar Bezanilla Estudiante de periodismo.                                | 22   | Individuales  | 16.ª eliminada En duelo de agilidad          | 122 días                         |          |
| Valentín Benet Modelo.                                                   | 25   | Titanes       | 15.° eliminado En duelo de resistencia       | 114 días                         |          |
| Valentina Roth Bailarina y gimnasta.                                     | 23   | Gigantes      | Abandona Por motivos personales              | 34 días                          |          |
| Cristián Labbé Director de una agencia creativa. Hijo de Cristián Labbé. | 33   | Gigantes      | 14.° eliminado En duelo de fuerza            | 105 días                         |          |
| Angélica Jaramillo Modelo y cantante.                                    | 27   | Titanes       | 13.ª eliminada En duelo de habilidad         | 81 días                          |          |
| Diego Pérez Comunicador audiovisual.                                     | 33   | Gigantes      | 12.° eliminado En duelo de agilidad          | Abandona Por motivos personales  | 70 días  |
| Carla Pinto Estudiante de psicología. Hija de Carlos Pinto.              | 29   | Gigantes      | 11.ª eliminada En duelo de agilidad          |                                  | 81 días  |
| Jorge Olivares Artista circense.                                         | 30   | Nirvana       | Eliminado Por votación del público           | 14 días                          |          |
| Nadia Barrientos Modelo.                                                 | 27   | Nirvana       | Eliminada Por votación del público           | 45 días                          |          |
| Damián Bodenhöfer Modelo y actor.                                        | 29   | Nirvana       | 10.º eliminado En duelo de habilidad         | 71 días                          |          |
| Jonathan Morales Electricista.                                           | 24   | Nirvana       | 8.º eliminado En duelo de fuerza             | 56 días                          |          |
| María Auxiliadora "Mariuxi" Domínguez Periodista. Ex Yingo.              | 30   | Olimpo        | 7.ª eliminada En duelo de habilidad          | 15 días                          |          |
| Mauricio Israel Publicista.                                              | 51   | Nirvana       | 6.º eliminado En duelo de habilidad          | 42 días                          |          |
| Juan "Chispa" Lacassie Skater.                                           | 24   | No aplica     | Expulsado Por transgredir las reglas         | 1 día                            |          |
| Juana María "Yendy" Rodríguez Asesora del hogar.                         | 23   | Olimpo        | 5.ª eliminada En duelo de equilibrio         | 33 días                          |          |
| Rosa Barros Feriante.                                                    | 21   | Nirvana       | Abandona Por motivos personales              | 29 días                          |          |
| Alejandra Díaz Modelo.                                                   | 30   | Olimpo        | 4.ª eliminada En duelo de resistencia        | 26 días                          |          |
| Juan "Yoan Amor" Briones Cantante.                                       | 24   | Olimpo        | 3.er eliminado En duelo de fuerza            | 19 días                          |          |
| Sofía Jaramillo Modelo y estudiante de comunicación social.              | 23   | Nirvana       | Abandona Por lesión                          | 19 días                          |          |
| Tamara Primus Modelo. Ex Calle 7.                                        | 26   | Olimpo        | Abandona Por lesión                          | 18 días                          |          |
| Claudia Schmidt Modelo.                                                  | 38   | Nirvana       | Expulsada Por transgredir las reglas         | 15 días                          |          |
| Branislav Tepes Estudiante de periodismo.                                | 26   | Nirvana       | 2.° eliminado En duelo de resistencia        | 12 días                          |          |
| Carolina Nicolich Gitana.                                                | 20   | Olimpo        | 1.ª eliminada En duelo de habilidad          | 5 días                           |          |

Notas
1. 1 2 3 4 5  Andrés, Arturo, Chispa, Mariuxi y Fanny ingresan el día 36, como nuevos participantes.
2. ↑  Rocío ingresa el día 26, en reemplazo de Claudia.
3. 1 2 3  Mario, Michelle y Valentina ingresan el día 73 como nuevos participantes.
4. ↑  Sebastián ingresa el día 46, en reemplazo de Chispa.
5. ↑  Mariela ingresa el día 26, en reemplazo de Tamara.
6. ↑  Después de haber sido eliminada el día 64, Mariela reingresa el día 107, en reemplazo de Valentina.
7. ↑  Angélica ingresa el día 18, en reemplazo de Sofía.
8. ↑  Después de haber abandonado el día 52, Diego reingresa el día 73.
9. ↑  Jorge ingresa el día 59, en reemplazo de Diego.
10. ↑  Nadia ingresa el día 29, en reemplazo de Rosa.

### Resultados

#### Competencia por equipos
| Semana | Equipo ganador | Equipo perdedor | Nominado infierno | Nominado paraíso | Nominado extra | Tipo de duelo | Eliminado |
| ------ | -------------- | --------------- | ----------------- | ---------------- | -------------- | ------------- | --------- |
| 1      | Nirvana        | Olimpo          | Carolina          | Tamara           | Alejandra      | Habilidad     | Carolina  |
| 2      | Olimpo         | Nirvana         | Branislav         | Jonathan         | Yoan           | Resistencia   | Branislav |
| 3      | Nirvana        | Olimpo          | Yoan              | Richard          | Cristián       | Fuerza        | Yoan      |
| 4      | Olimpo         | Nirvana         | Rosa              | Angélica         | Alejandra      | Resistencia   | Alejandra |
| 5      | Nirvana        | Olimpo          | Mariela           | Katherina        | Yendy          | Equilibrio    | Yendy     |
| 6      | Olimpo         | Nirvana         | Mauricio          | Diego            | Jonathan       | Habilidad     | Mauricio  |
| 7      | Nirvana        | Olimpo          | Mariuxi           | Mariela          | Pilar          | Habilidad     | Mariuxi   |
| 8      | Olimpo         | Nirvana         | Sebastián         | Jonathan         | Richard        | Fuerza        | Jonathan  |
| 9      | Nirvana        | Olimpo          | Mariela           | Fanny            | Nadia          | Fuerza        | Mariela   |
| 10     | Olimpo         | Nirvana         | Jorge             | Damián           | Arturo         | Habilidad     | Damián    |
| 11     | Titanes        | Gigantes        | Carla             | Pilar            | Angélica       | Agilidad      | Carla     |
| 12     | Gigantes       | Titanes         | Richard           | Mario            | Diego          | Agilidad      | Diego     |
| 13     | Gigantes       | Titanes         | Angélica          | Simone           | Michelle       | Habilidad     | Angélica  |
| 14     | Titanes        | Gigantes        | Cristián          | Artur            | Rubén          | Fuerza        | Cristián  |
| 15     | Titanes        | Gigantes        | Rubén             | Artur            | Valentín       | Resistencia   | Valentín  |

#### Competencia Individual
A partir de la semana 16 dio inicio la competencia individual siendo esta el "Desafío de inmunidad" pero con algunas modificaciones. Los cuatro primeros lugares de dichas competencias pasan a habitar el paraíso mientras que los cuatro últimos van al infierno. Los perdedores de cada sexo o sea que ocupen el último lugar quedaban en riesgo de ser automáticamente nominados (dependiendo del sexo nominado de la semana). 
| Semana | Ganadora | Ganador | Perdedora | Perdedor   | Nominado perdedor | Nominado consejo | Nominado extra | Tipo de duelo | Eliminado  |
| ------ | -------- | ------- | --------- | ---------- | ----------------- | ---------------- | -------------- | ------------- | ---------- |
| 16     | Rocío    | Artur   | Pilar     | Richard    | Pilar             | Mariela          | Katherina      | Agilidad      | Pilar      |
| 17     | Rocío    | Artur   | Michelle  | Richard    | Richard           | Rubén            | Mario          | Agilidad      | Mario      |
| 18     | Rocío    | Artur   | Katherina | Richard    | Katherina         | Mariela          | Simone         | Resistencia   | Mariela    |
| 19     | Rocío    | Artur   | Michelle  | Sebastián  | Sebastián         | Artur            | Richard        | Fuerza        | Sebastián  |
| 20−21  | Rocío    | Artur   | Michelle  | Juan Pablo | Michelle          | Simone           | Katherina      | Habilidad     | Simone     |
| 20−21  | Rocío    | Artur   | Michelle  | Juan Pablo | Juan Pablo        | Richard          | Andrés         | Equilibrio    | Juan Pablo |
| 22−23  | Rocío    | Rubén   | Michelle  | Artur      | Michelle          | Sin nominada     | Katherina      | Resistencia   | Michelle   |
| 22−23  | Rocío    | Rubén   | Michelle  | Artur      | Artur             | Sin nominado     | Richard        | Resistencia   | Richard    |

     El participante es el más votado por el Supremo, por ende se salva y no enfrenta el duelo de eliminación.

#### Gran final
Antes de la final, el viernes 24 de mayo de 2013 se anunció a los finalistas que pasan directo a la final por votos telefónicos, entre los votos que fueron recibidos entre mediados de febrero de 2013, hasta el día anteriormente mencionado (24 de mayo), hubo 4 hombres y 4 mujeres, de los cuales salieron 1 de cada género, ganándose además de la inmunidad hasta la final, un premio consistente en pasajes dobles a Barcelona, España. Además a los 4 más votados se les regaló un Samsung Galaxy S4 para cada uno. Los resultados fueron los siguientes: 
| Participante Mujer  |  | Participante Hombre |
| Stephanie Cuevas    |  | Arturo Longton      |
| Rocío Marengo       |  | Andrés Longton      |
| Melina Figueroa     |  | Artur Logunov       |
| Katherina Contreras |  | Rubén Hilcker       |

La Gran Final se transmitió en directo desde el Centro de Eventos Puente Verde, en Quilicura, el día jueves 27 de junio de 2013, obteniendo los ganadores $20.000.000 millones de pesos cada uno.
| Parejas                 | Semifinalistas      | Tipo de Competencia              | Finalistas       | Tipo de Duelo                     | Ganadores        |
| ----------------------- | ------------------- | -------------------------------- | ---------------- | --------------------------------- | ---------------- |
| Pareja Mujeres Número 1 | Stephanie Cuevas    | Resistencia, habilidad y fuerza. | Stephanie Cuevas | Fuerza, agilidad y resistencia.   | Stephanie Cuevas |
| Pareja Mujeres Número 1 | Katherina Contreras | Resistencia, habilidad y fuerza. |                  | Fuerza, agilidad y resistencia.   |                  |
| Pareja Mujeres Número 2 | Melina Figueroa     | Resistencia, habilidad y fuerza. |                  | Fuerza, agilidad y resistencia.   |                  |
| Pareja Mujeres Número 2 | Rocío Marengo       | Resistencia, habilidad y fuerza. | Rocío Marengo    | Fuerza, agilidad y resistencia.   |                  |
| Pareja Hombres Número 1 | Arturo Longton      | Agilidad, resistencia.           |                  | Habilidad, rapidez y resistencia. |                  |
| Pareja Hombres Número 1 | Andrés Longton      | Agilidad, resistencia.           | Andrés Longton   | Habilidad, rapidez y resistencia. |                  |
| Pareja Hombres Número 2 | Artur Logunov       | Agilidad, resistencia.           | Artur Logunov    | Habilidad, rapidez y resistencia. | Artur Logunov    |
| Pareja Hombres Número 2 | Rubén Hilcker       | Agilidad, resistencia.           |                  | Habilidad, rapidez y resistencia. |                  |

## Mundos opuestos 3 (2025)
- 1 de junio de 2025.

La tercera temporada de Mundos opuestos fue anunciada en 2025 por Canal 13, marcando el regreso del exitoso formato a más de una década de su última emisión. Al igual que en su edición original, la conducción estará a cargo de Sergio Lagos y Karla Constant. Esta nueva versión contará con 20 participantes, 12 famosos y 8 desconocidos, quienes convivirán en una casa dividida en dos mundos contrastantes: el pasado y el futuro. Separados por un muro de vidrio, los concursantes competirán semanalmente en pruebas físicas para determinar en qué lado vivirán y quién será eliminado. Con una puesta en escena renovada pero fiel a su esencia, la temporada busca revivir el fenómeno que cautivó a millones de chilenos.
El eslogan oficial de esta nueva edición es: "¿De qué lado estás?".

### Participantes
| Nombre                        | Nombre                                                      | Edad | Resultado final                      | Nom. | Tiempo  | Ref.   | Notas |
| ----------------------------- | ----------------------------------------------------------- | ---- | ------------------------------------ | ---- | ------- | ------ | ----- |
|                               | Alan Didier Estudiante de periodismo                        | 23   | En competencia                       |      | días    | [ 12 ] |       |
|                               | Catalina Olcay Actriz                                       | 50   | En competencia                       |      | días    | [ 12 ] |       |
|                               | Daúd Gazale Futbolista                                      | 40   | En competencia                       | 2    | días    | [ 13 ] |       |
|                               | Diego Venegas Influencer                                    | 20   | En competencia                       |      | días    | [ 14 ] |       |
|                               | Disley Ramos Modelo, actriz e influencer                    | 28   | En competencia                       |      | días    | [ 15 ] |       |
|                               | Evelyn Ortiz Atleta olímpica                                | 41   | En competencia                       |      | días    | [ 16 ] |       |
|                               | Fernanda «Chilota» Valenzuela Modelo de Arsmate             | 22   | En competencia                       | 1    | días    | [ 17 ] |       |
|                               | Ignacia Michelson DJ, modelo y chica reality                | 31   | En competencia                       |      | días    | [ 12 ] |       |
|                               | José Luis «Joche» Bibbó Modelo y empresario                 | 40   | En competencia                       |      | días    | [ 18 ] |       |
|                               | Juan Pedro Verdier Modelo y empresario                      | 40   | En competencia                       | 1    | días    | [ 16 ] |       |
|                               | Leonardo «Princeso» Vallana Personalidad de internet        | 34   | En competencia                       | 3    | días    | [ 19 ] |       |
|                               | Luis «Mago» Jiménez Exfutbolista y empresario               | 40   | En competencia                       |      | días    | [ 20 ] |       |
|                               | Marlen Olivari Empresaria y exvedette                       | 50   | En competencia                       | 1    | días    | [ 16 ] |       |
|                               | Roon Antonio Periodista y modelo                            | 29   | En competencia                       |      | días    | [ 21 ] |       |
|                               | Scarlette «Eskarcita» Gálvez Influencer, modelo y bailarina | 23   | En competencia                       |      | días    | [ 22 ] |       |
|                               | Valentina Concha Cosmetóloga                                | 27   | En competencia                       | 1    | días    | [ 23 ] |       |
|                               | Yuhui Lee Cocinero e influencer                             | 35   | En competencia                       | 1    | días    | [ 22 ] |       |
|                               | Yoan Curtis Personal trainer y exmodelo                     | 34   | 3.er eliminado en duelo de agilidad  | 1    | 15 días | [ 12 ] |       |
|                               | Tamara «Thammy» Palma Influencer y modelo de alta costura   | 23   | 2.ª eliminada en duelo de destreza   | 1    | 10 días | [ 24 ] |       |
|                               | Florencia Vigna Actriz, bailarina y cantante                | 30   | 1.er abandono por motivos familiares | 0    | 8 días  | [ 22 ] |       |
|                               | Mike Milfort Modelo y tiktoker                              | 24   | 1.er eliminado en duelo de habilidad | 1    | 5 días  | [ 16 ] |       |
| Próximos ingresos confirmados |                                                             |      |                                      |      |         |        |       |
|                               | Matilda Helo Influencer                                     | 21   | Confirmada                           |      | días    |        |       |
|                               | José Pablo Saavedra Estudiante de ingenieria                | 25   | Confirmado                           |      | días    |        |       |

- Semana 1 - :

     Participante del equipo Infinito.
     Participante del equipo Eternidad.

## Reglas
Temporada 1
- "Protegido de todos los tiempos": Es el único participante que posee la inmunidad, y no corre el riesgo de ser eliminada o nominada, también puede circular libremente por el pasado, el presente y el futuro; sin embargo, no puede entregar bienes tanto del futuro para los participantes del pasado, como del pasado a participantes del futuro. Posee el traje azul para diferenciarlo de los demás participantes, y es el único que decide quién será el nominado del consejo del pasado y del futuro en caso de que hubiese un empate.
- "Castigado de todos los tiempos": El participante fue el menos votado por el público a través de mensajes de texto, transformándose en el nominado extra.
- "Presente": Es el lugar en el que todos los participantes pueden circular; sin embargo, ningún participante puede circular en el presente antes de las 10:00 horas ni tampoco después de la medianoche.
- "Habitación secreta": Está ubicada en el mundo del futuro y entrega comodidades adicionales y sorpresas a la pareja de competidores del equipo ganador y que haya vencido en el "Desafío de bienestar" de la semana. Además, la habitación permite que dicha pareja pueda comunicarse por videoconferencia con algún familiar o cercano.

Temporada 2
- "Poderoso": es el único participante que posee la inmunidad, y no corre el riesgo de ser eliminado o nominado, también puede circular libremente por el infierno, el mundo terrenal y el paraíso; sin embargo, no puede entregar bienes tanto del paraíso para los participantes del infierno, como del infierno a participantes del paraíso. Posee el traje dorado para diferenciarlo de los demás participantes, y es el único que decide quién será el nominado del consejo del infierno y del paraíso en caso de que hubiese un empate en los votos.
- "Mundo terrenal": es el lugar en el que todos los participantes pueden circular.
- "El Supremo": el público que participa enviando mensajes de texto para apoyar a sus favoritos.

## Mundos opuestos en el mundo
| Nombre / Página web oficial | Canal    | Ganadores |
| --- | -------- | --- |
| Mundos opuestos Web oficial | Canal 13 | 1ª edición, 2012: Viviana Flores y Sebastián Roca. 2ª edición, 2013: Stephanie Cuevas y Artur Logunov. 3ª edición, 2025: en emisión. |
| Mundos opuestos (Colombia) Web oficial                                                                                                   | RCN      | 1ª edición, 2012: Sofía Jaramillo y Wesley Burger.                                                                                   |
| Opposite Worlds Web oficial | SyFy     | 1ª edición, 2014: Frank Sansonetti.                                                                                                  |
| Mundos opuestos (Paraguay) Web oficial (enlace roto disponible en Internet Archive; véase el historial, la primera versión y la última). | Canal 13 | 1ª edición, 2017: Liliana Cornet y Nicolás Neumann                                                                                   |

## Audiencia
Mundos opuestos en la actualidad es uno de los programas de telerrealidad más exitosos de la televisión chilena. Tras su debut (el 15 de enero de 2012 a las 23:07 horas, en el segundo bloque del horario prime de ese día e inmediatamente después del final de la telenovela nocturna Peleles) con 29 puntos de sintonía promedio (desde ese horario hasta las 1:15 horas, en aproximadamente dos horas de transmisión), el programa se convirtió en el reality show con mejor estreno en siete años, solo tras La granja VIP (secuela del exitoso La granja), y se impuso como el segundo mejor debut de un programa del formato en la televisión del país. A partir de ese día mantuvo el liderato de todos los días en que fue transmitido por más de un mes (cabe destacar que desde su comienzo, se ha transmitido sin interrupciones de domingo a jueves).
A fines de febrero, la producción de Mundos opuestos decidió transmitir el programa sin alteraciones, aun cuando se desarrolló el LIII Festival Internacional de la Canción de Viña del Mar (transmitido por Chilevisión). Tradicionalmente, los canales que no transmiten el evento viñamarino suspenden sus transmisiones habituales ante la drástica disminución de su público objetivo. Mundos opuestos quedó segundo por primera vez el domingo 19 cuando Chilevisión transmitió la gala del Festival, con una diferencia de apenas un punto de sintonía. El reality show volvió a salir segundo el día del debut del Festival, pero logró un hecho histórico superando por momentos el evento musical; en las cifras finales, Mundos opuestos obtuvo 23,4 puntos de sintonía (cuatro puntos menos que la semana anterior el mismo día, conservando gran parte de sus espectadores habituales) mientras el Festival logró 25,1 promedio con la presentación de Diego Torres y Luis Miguel.